# Paulo Roberto Sobrinho
Paulo Roberto Teles Goes Sobrinho, detto Paulinho (Salvador, 24 agosto 1983), è un ex calciatore brasiliano, di ruolo difensore.

## Palmarès

### Club

#### Competizioni nazionali
- Coppa di Lega portoghese: 1

Vitória Setúbal: 2007-2008
- Supercoppa di Cipro: 1

Ermīs Aradippou: 2014